# Трупіалець
Трупіа́лець (Euphagus) — рід горобцеподібних птахів родини трупіалових (Icteridae). Представники цього роду мешкають в Північній Америці.

## Опис
Трупіальці — птахи середнього розміру, середня довжина яких становить 21-23 см, а вага 46-80,5 г. Самці є дещо більшими за самців, вони мають повністю чорне забарвлення і жовті очі, тоді як самиці мають темно-сіро-коричневе забарвлення, а очі у них карі.
Трупіальці гніздяться в США і Канаді, а взимку мігрують на південь США і в Мексику.  Вони живляться насінням і комахами. Їхні гнізда мають чашоподібну форму, насиджують лише самиці.

## Види
Виділяють два види:
- Трупіалець північний (Euphagus carolinus)
- Трупіалець пурпуровий (Euphagus cyanocephalus)

Відомий також викопний пізньоплейстоценовий представник цього роду — Euphagus magnirostris, рештки якого були знайдені в Каліфорнії, Венесуелі і Перу. Імовірно, він супроводжував стада плейстоценової мегафауни і вимер після скорочення їх популяцій.

## Етимологія
Наукова назва роду Euphagus походить від сполучення слів дав.-гр. ευ — добре і φαγος — той, хто їсть.